# Woon- Werkhuis Hoogland en Versteegh

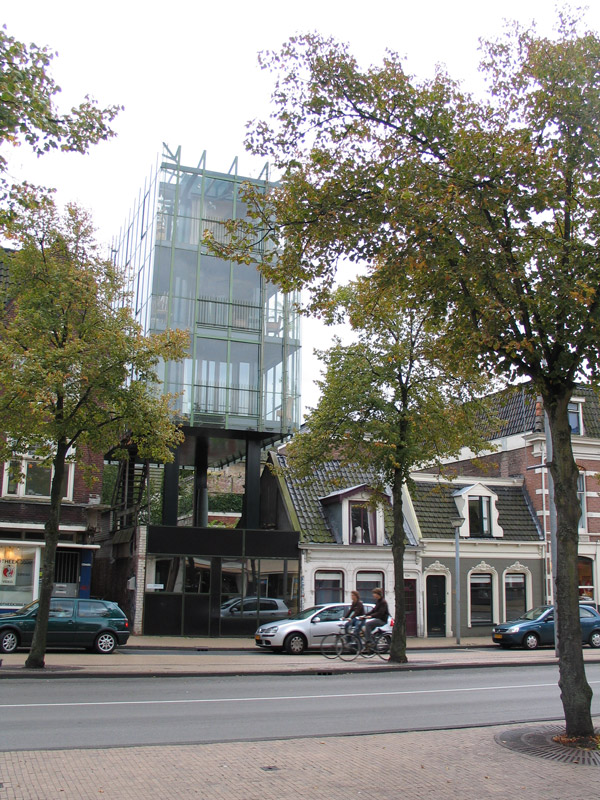
Woon en werkhuis aan het Gedempte Zuiderdiep in de stad Groningen

Woon- Werkhuis Hoogland en Versteegh is een enigszins opvallend gebouw in Groningen aan het Gedempte Zuiderdiep 132. Het gebouw lijkt op het eerste gezicht een glazen toren. Het gebouw is ontworpen door Eric de Leeuw van DAAD Architecten. De opdrachtgevers hebben het huis zelf gebouwd met behulp van vrijwilligers en ingehuurde vakkrachten.

## Bouw
De gemeente verleende toestemming om het project in de tijd te ontwikkelen en waar nodig aan te passen. De architecten zien de bouw als een zich in de tijd ontwikkelend proces waarin opdrachtgever, architect en uitvoerders continu met elkaar in gesprek zijn over de manier waarop de bouw gerealiseerd moet worden. Met de bouw werd in 1997 begonnen en in 2007 is een voorlopig eindpunt bereikt. Het ontwerp werd in 2007 gekozen als BNA-gebouw 2007 van Regio Noord. Uit het juryrapport: ‘Dit project is tegelijk fascinerend, bewonderenswaardig als grensverleggend. Het woon- en werkhuis, waarvoor de architect vooral het concept, de constructie en gevel heeft ontworpen, biedt en legt een grote mate van ruimte en (gewenste) verantwoordelijkheid bij de opdrachtgevers. Er is een weloverwogen keuze gemaakt voor terughoudendheid door de ontwerper en een langgerekt tijdpad naar uiteindelijk voltooiing waardoor dit project in meerdere opzichten grensverleggend te noemen is’.
Het woonhuis is gebouwd volgens het doos-in-doos principe met een glazen wand als buitenschil. De ruimte tussen de glazen buitenwand en de binnenwand fungeert als serre, overloop, hal of balkon. De binnenwand omsluit de woon- en werkvertrekken die de vaste kern van het gebouw vormen. Met de verdiepingshoge open tuinruimte blijft het zicht vanaf het Gedempte Zuiderdiep op de boom in de tuin gewaarborgd. De glazen ‘doos’ heeft drie lagen en staat met vier stalen poten op het dak van een laag gebouwtje dat gebruikt wordt als paardenstal en motorberging. Op het dak van het begane grond gedeelte is een tuin aangelegd.